# 大现礁
大现礁，越南称为大礁（越南语：／），中国渔民俗称为劳牛劳，西方文献称为 Discovery Great Reef，位于南中国海南沙群岛中，现为越南实际控制，中国称对其拥有主权。
大现礁位于郑和群礁西南，是一长条形环礁，长13公里，面积24.8平方公里。低潮时露出。礁湖水深，无礁门。1935年公佈名稱為「大覓出礁」，1947年和1983年公佈名稱為「大現礁」。1988年为越南占领，目前越南已在该礁上分三处建有四座礁堡，驻军约50人左右。。

## 西方航海探测
- 英国海军部《航海指南》1879年版第四章第63-64页描述了该礁的情况，并提到了在此作业的海南岛渔民提供的信息：

|  | 大现礁的南端经纬度为10°0'42"N., 113°51½′E.，是一个狭长的珊瑚暗礁，在落潮的时候，暗礁的大部分都能露出水面，还有几块巨大的岩石始终高于水平面。暗沙的中央是一个全封闭的狭长的泄湖。暗沙从南到北的距离为5英里，从南端到东北端也有五英里。南端有一英里宽，北端有半英里宽。除北边以外，东西南三面的海水深度都迅速增加到100英寻以上。北端的水深经Rifleman号在离岸边半英里的位置测量，约为42英寻；在其西南边⅓英里的位置，测得192英寻的水深，水下都是沙滩和珊瑚礁。海南岛的渔民说在大现礁东北方10英里的位置有一片暗礁，但这个地方还没有人去考察，航行的时候要注意避开。 |